# Тянкен Сяочжай

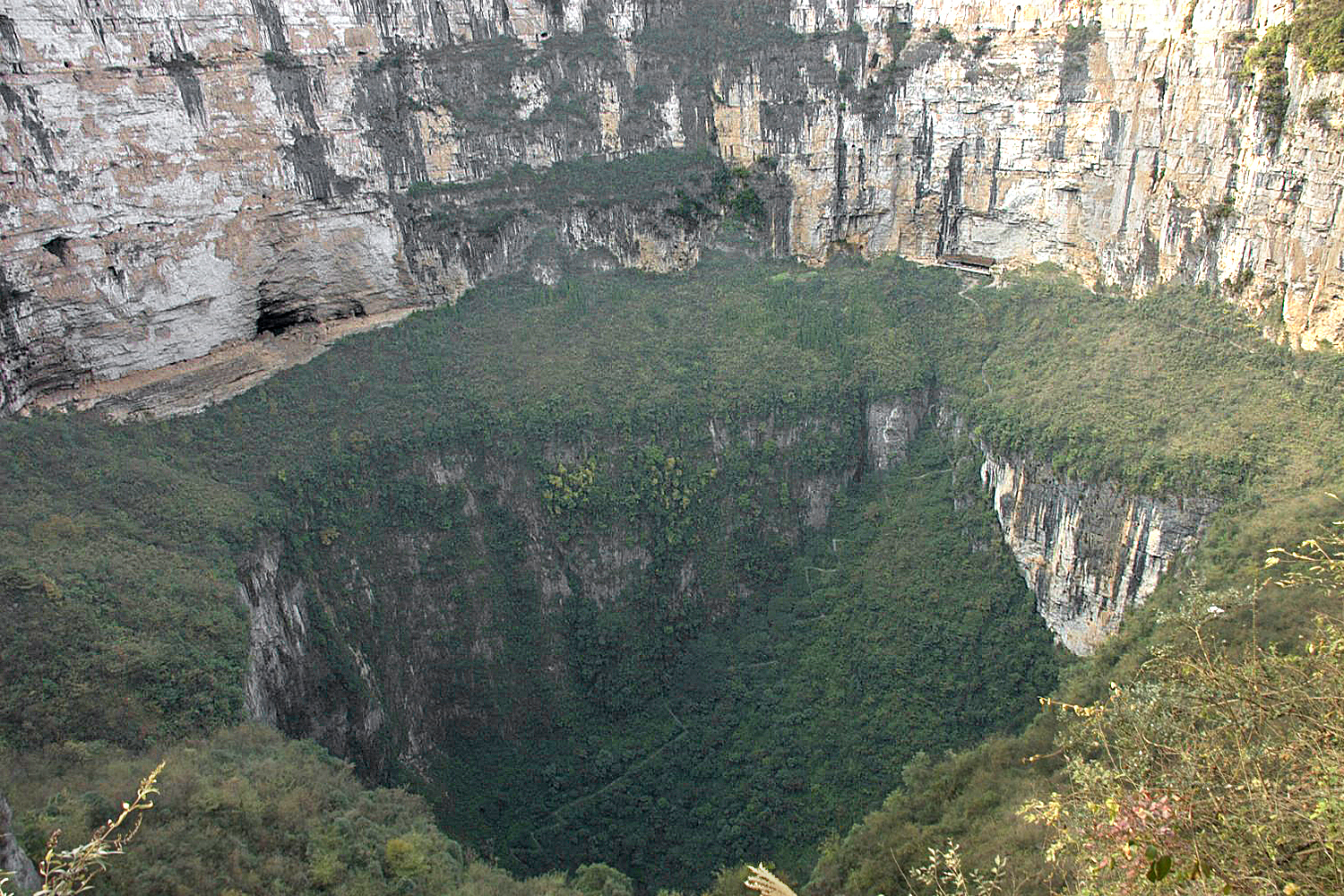

Тянкен Сяочжай (кит.: 天坑地缝), або Небесна Копалина — найглибша понора у світі. Розташована в муніципалітеті Чунцін у Китаї.

## Розміри
Довжина понори Тянкен Сяочжай становить 625 метрів, ширина — 537, а глибина від 511 до 662 метрів. Її об'єм становить 119 349 000 м³, а площа отвору 274 000 м². Це дивовижне природне явище утворилось завдяки тому, що підземна річка розчинила породу і винесла її з водою. Понора являє собою подвійно-гніздову структуру, верхня частина якої завглибшки 320 м, а нижня частина — 342 м. Розміри отвору нижньої частини 257 на 268 метрів. Між цими двома чашами існує похилий перехід, що зумовлено будовою породи.

## Відкриття
Понору Тянкен Сяочжай відкрили спеціалісти 1994 року, коли шукали нові місця досліджень для британських спелеологів у рамках China Caves Project. Насправді ж, про неї знали місцеві жителі від незапам'ятних часів. «Сяочжай» — це назва покинутого села, яке було розташоване неподалік і буквально означає «маленьке село», а «Тянкен» означає «небесна копалина» і є загальною місцевою назвою понор у Китаї. Загалом існує понад 50 таких утворень в Китаї, і серед них 3 мають глибину і діаметр понад 500 м. Нині в міжнародному середовищі геологів терміном "тянкен" називають карстову западину, чия глибина і діаметр становлять понад 100 м. Щоб полегшити спуск туристів на дно, побудовано кам'яну драбину, що складається із 2 800 східців.

## Підземна річка і печера

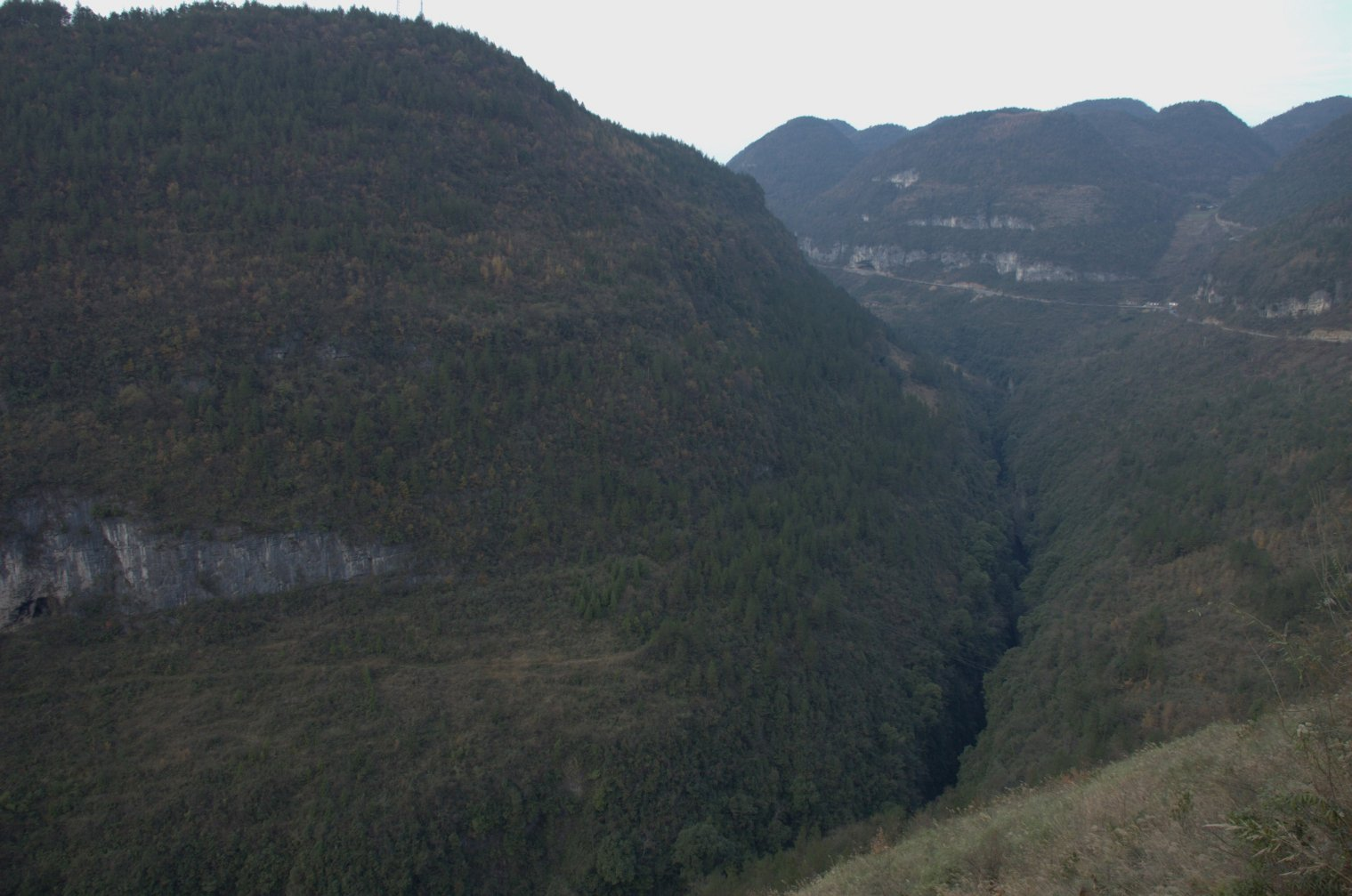

Тянкен Сяочжай сформувалась над печерою Діфен, яка, в свою чергу, сформована потужною підземною річкою. Ця річка все ще протікає по дну понори. Вона бере початок у тріщині Тяньджін і впадає у річку Мігон утворюючи 4-метровий водоспад. Її довжина становить близько 8,5 км, а різниця по висоті між витоком і гирлом — 364 м. Середній стік цієї річки впродовж року становить 8,77 м³ за секунду, але після сильних дощів може сягати 174 м³/с. І річку і печеру Діфен досліджено в рамках China Caves Project 1994 року і нанесено на мапу.

## Флора і фауна
У понорі Тянкен Сяочжай зареєстровано 1 285 видів рослин, в тому числі гінкго, а також такі рідкісні види тварин, як приміром пантера димчаста.